# Súlutindur
Súlutindur är en bergstopp i republiken Island. Den ligger i regionen Austurland, 400 km öster om huvudstaden Reykjavík. Toppen på Súlutindur är 605 meter över havet.
Trakten runt Súlutindur är nära nog obefolkad, med mindre än två invånare per kvadratkilometer. Trakten runt Súlutindur består i huvudsak av gräsmarker.